# Gare de L'Île-d'Elle
La gare de L'Île-d'Elle est une gare ferroviaire française, aujourd’hui fermée, de la ligne de la ligne de Nantes-Orléans à Saintes, située sur le territoire de la commune de L'Île-d'Elle, dans le département de la Vendée, en région Pays de la Loire.

## Situation ferroviaire
Établie à 5 m d'altitude, la gare de L'Île-d'Elle est située au point kilométrique (PK) 149,888 de la ligne de Nantes-Orléans à Saintes, entre les gares ouvertes de Luçon et de La Rochelle-Ville. Elle est séparée de Luçon par les gares fermées de Sainte-Gemme - Pétré, Nalliers, Le Langon - Mouzeuil, Velluire et Vix ; et de La Rochelle-Ville par celles également fermées de Marans, d’Andilly - Saint-Ouen, de Mouillepied, Dompierre-sur-Mer et de Rompsay.

## Histoire
La commune avait fait don à l’administration, d’une partie du petit marais, pour la construction de la gare. Celle-ci est distante de 800 mètres environ du centre du bourg.
La ligne, de la Roche-sur-Yon à la Rochelle, est ouverte le 14 mars 1871 par la Compagnie des chemins de fer des Charentes, mais la gare de L'Île-d'Elle n'est ouverte qu'à la fin de l'année.

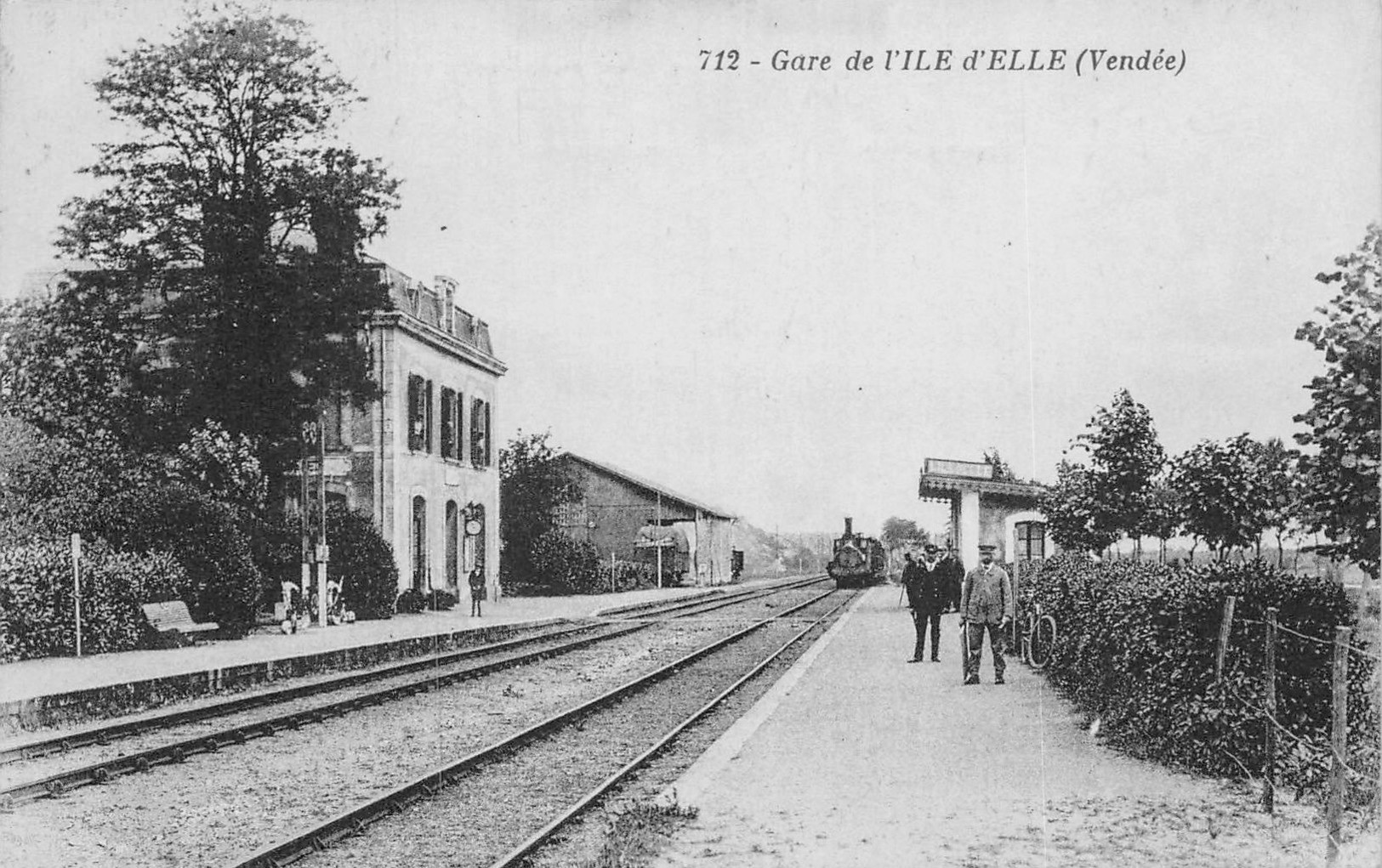
La gare vers 1908.

Un nouveau quartier commence à se développer autour de la gare et le long de la route de Fontenay. La commune concède des portions de son Petit communal pour la construction de maisons ou encore l’établissement de cafés et autres débits de boisson.

## Service des voyageurs
La gare est aujourd’hui fermée à tout trafic voyageur. Le bâtiment voyageurs a été vendu à un particulier.